# 푸른 뇌정 건볼트 2
《푸른 뇌정 건볼트 2》는 인티 크리에이츠가 제작한 액션 플랫폼 게임이다. 《건볼트》 시리즈의 두 번째 본편으로 《푸른 뇌정 건볼트》의 후속작이다. 닌텐도 3DS 플랫폼으로 개발돼 일본서 2016년 8월 25일 출시됐다. 일본판 제목은 《암드 블루 건볼트 소》, 영어판 《애저 스트라이커 건볼트 2》이다.
전작의 결말로부터 몇 달 후가 배경으로, 스메라기를 타도하고자 하는 주인공 건볼트의 이야기를 이어서 그린다. 건볼트의 적수이자 또다른 플레이어 캐릭터 '아큐라'가 추가됐다.
출시 후 일본서 스코어어택, 음악 등이 담긴 다운로드 가능 컨텐츠가 발매됐다. 2017년, 전작과 DLC가 모두 수록된 닌텐도 스위치 이식합본 《푸른 뇌정 건볼트: 스트라이커 팩》이 출시됐다. 이후 스위치판에 기반해 플레이스테이션 4, 마이크로소프트 윈도우, 엑스박스 원 및 엑스박스 시리즈 X/S로 발매됐다.
2019년에 아큐라를 주인공으로 한 외전 《건볼트 크로니클스: 루미너스 어벤저 iX》, 2022년에 이의 후속작 《건볼트 크로니클스: 루미너스 어벤저 iX 2》가 발매됐다. 한편 2022년에 《푸른 뇌정 건볼트 2》의 정식 후속작 《푸른 뇌정 건볼트 3》가 발매됐다.

## 반응
《푸른 뇌정 건볼트 2》 닌텐도 3DS판은 리뷰 애그리게이터 웹사이트 메타크리틱에서 76/100점을 기록해 "대체적으로 긍정적인 평가"를 받았다.

## 같이 보기
- 푸른 뇌정 건볼트

## 참조

### 내용주
1. ↑  닌텐도 3DS판은 요트 클럽 게임스가 북미 지역에서 발매, 닌텐도 스위치판은 나이트호크 인터랙티브가 북미 및 유럽 지역에서 출시.
2. ↑  일본어: 蒼き雷霆ガンヴォルト爪
3. ↑  영어: Azure Striker Gunvolt 2